# Furgone

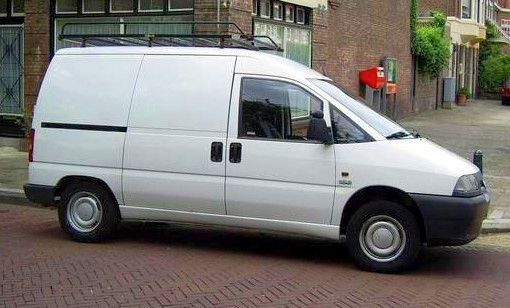
Un Citroën Jumpy prima serie, classico furgone con cabina chiusa

Il furgone o veicolo commerciale leggero viene classificato tra gli autocarri con cabina incorporata nella carrozzeria, cioè i mezzi di trasporto specifici per il trasporto di merci.

## Etimologia
L'origine della parola è incerta; una teoria vuole che derivi dal francese fourgon che ha lo stesso significato dell'italiano (anche se oggi è più comune fourgonette o camionnette). Un'altra teoria la fa derivare, invece, dal turco furgon e dall'arabo levantino farkūn, "carro per merci".

## Caratteristiche
A differenza dei van, che sono semplici trasformazioni di autovetture di serie in mezzo di trasporto merci con poche modifiche esteriori, i furgoni sono progettati appositamente per l'uso a cui sono destinati, prendendo in minima parte la componentistica automobilistica. Solo recentemente si è verificato il caso di progettazioni telaistiche in comune tra questi mezzi e le più moderne monovolume, come ad esempio quelle della joint-venture tra Gruppo PSA e Fiat. Le case automobilistiche forniscono solitamente anche il solo telaio completato dalla sola cabina di guida, mentre l'allestimento delle specifiche configurazioni di carico viene lasciato a carrozzerie specializzate.
La conformazione telaistica prevede la presenza di soli due assi con quello posteriore fornito di ruote singole o gemellate; il vano di carico prevede una larga apertura posteriore, che nelle progettazioni più recenti è con porta a doppio battente mentre in passato non era raro incontrare una incernieratura del portellone nella parte superiore del veicolo, e una porta laterale il più delle volte con apertura scorrevole. Le misure delle aperture, nonché le dimensioni dei passaruote sono studiate per consentire un agevole carico e scarico di merci caricate su pallet.

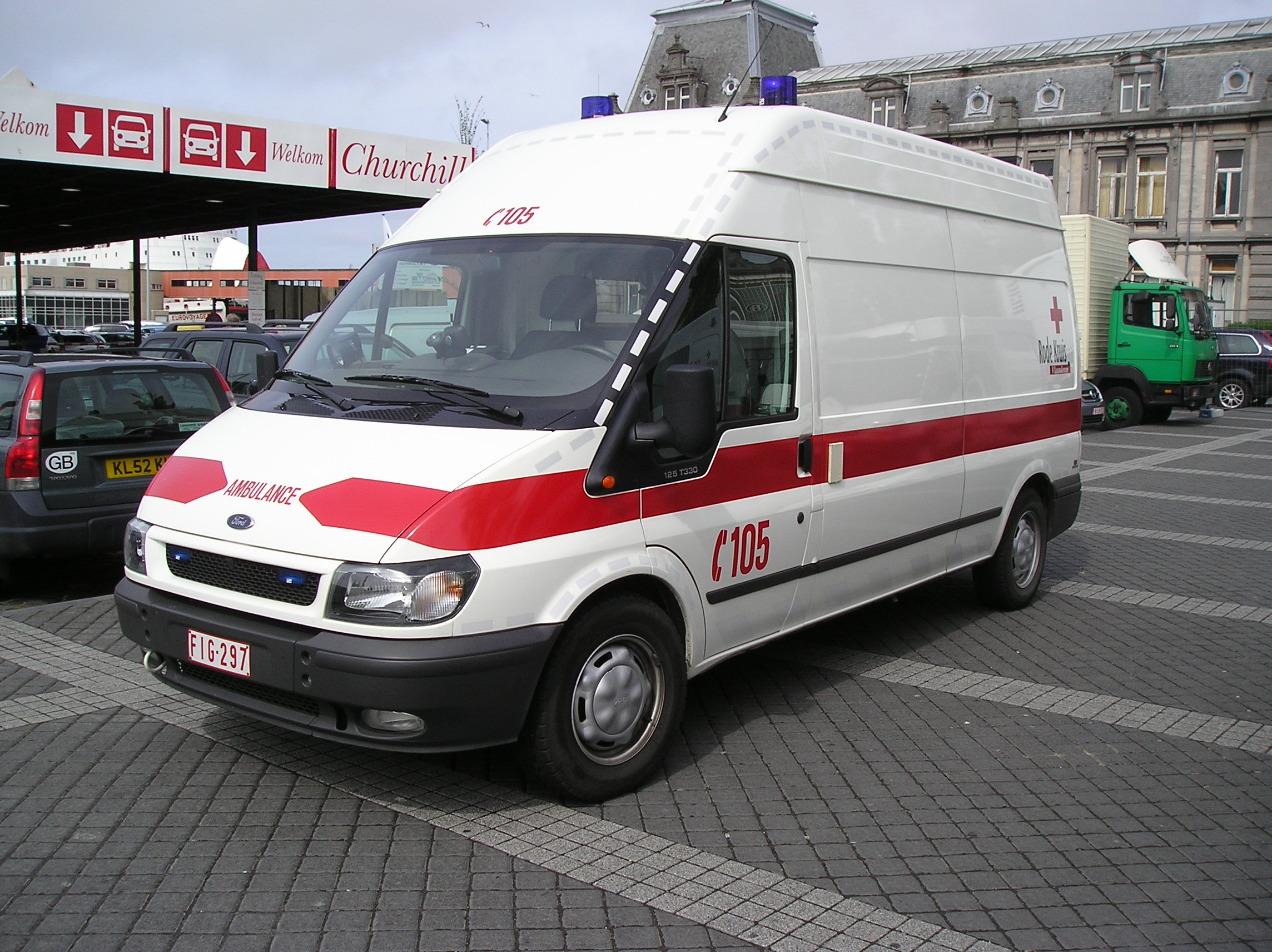
Una ambulanza ricavata da un furgone a "tetto rialzato"

Anche l'altezza interna del vano di carico è stata sempre più incrementata e al giorno d'oggi pure le versioni "base" dei furgoni presentano uno sviluppo verticale superiore all'altezza media umana. Generalmente, diversi tipi di personalizzazione possono essere implementati, dalla configurazione di mezzo con centine, a quello con cassone scoperto, al furgone frigorifero o alla bisarca. Dagli stessi telai vengono anche ricavati mezzi ancor più specifici quali ambulanze e veicoli per il tempo libero, i cosiddetti camper.

## Premi
Ogni anno viene assegnato il premio International Van of the Year al migliore furgone immesso nel mercato europeo.